# پرت تبکوو ویلیج (مریلند)
پرت تبکوو ویلیج (به انگلیسی: Port Tobacco Village) شهری در ایالت مریلند کشور ایالات متحده آمریکا است که جمعیت آن در سرشماری سال ۲۰۱۰ میلادی، ۱۳ نفر بوده‌است.